# Kukulcania arizonica
Espèce
Synonymes
- Filistata arizonica Chamberlin & Ivie, 1935

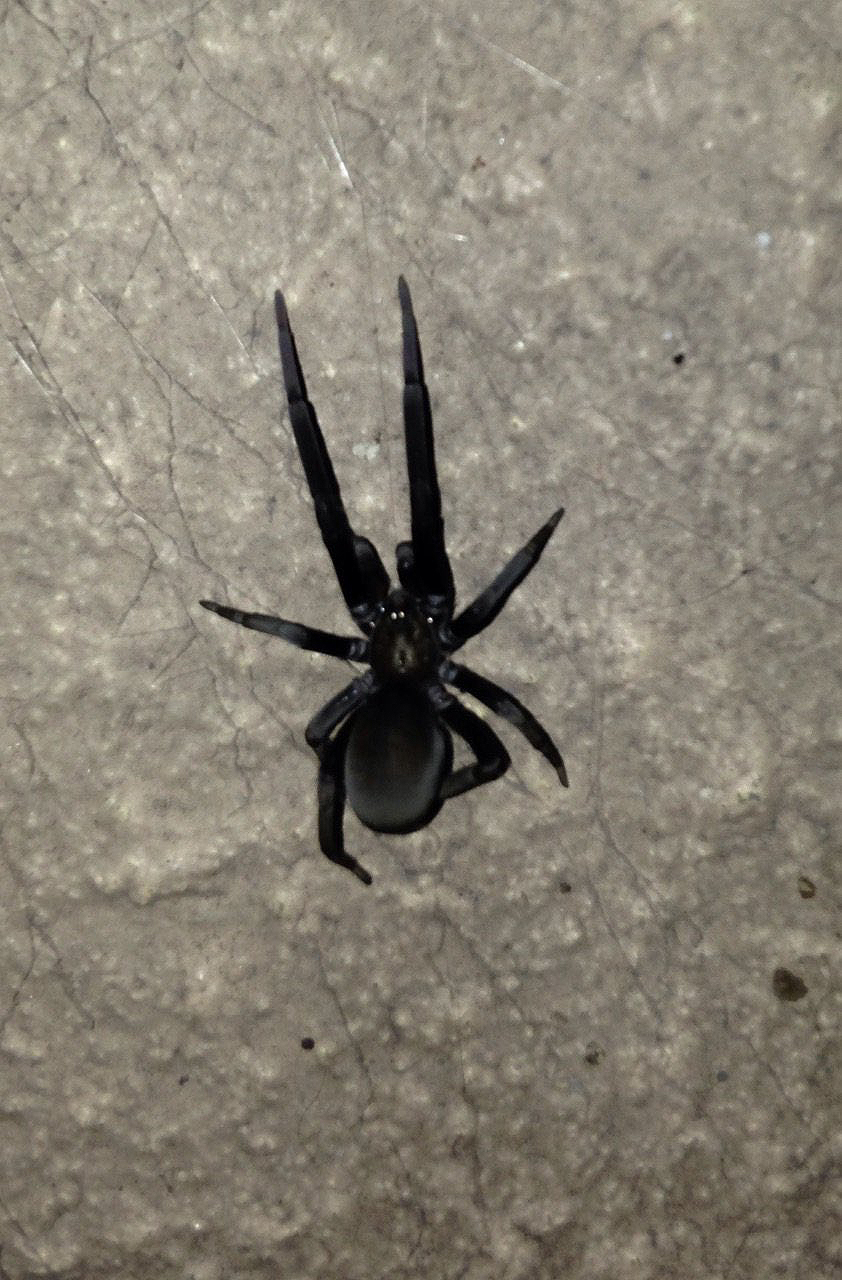

Kukulcania arizonica est une espèce d'araignées aranéomorphes de la famille des Filistatidae.

## Distribution
Cette espèce se rencontre aux États-Unis dans le Sud-Est de la Californie, dans le Sud du Nevada,  dans le Sud de l'Utah, en Arizona, au Nouveau-Mexique, au Texas et en Oklahoma et au Mexique au Tamaulipas, au Nuevo León, au San Luis Potosí, au Coahuila, au Durango, au Chihuahua et au Sonora,.

## Description
Le mâle holotype mesure 7,0 mm et la femelle paratype 15,0 mm.
Le mâle décrit par Magalhaes et Ramírez en 2019 mesure 7,1 mm et la femelle 11,8 mm, les mâles mesurent de 6,33 à 7,35 mm et les femelles de 11,8 à 19,08 mm.

## Étymologie
Son nom d'espèce lui a été donné en référence au lieu de sa découverte, l'Arizona.

## Publication originale
- Chamberlin & Ivie, 1935 : Miscellaneous new American spiders. Bulletin of the University of Utah, vol. 26, no 4, p. 1-79 (texte intégral).